# Hofkirche (Neumarkt in der Oberpfalz)

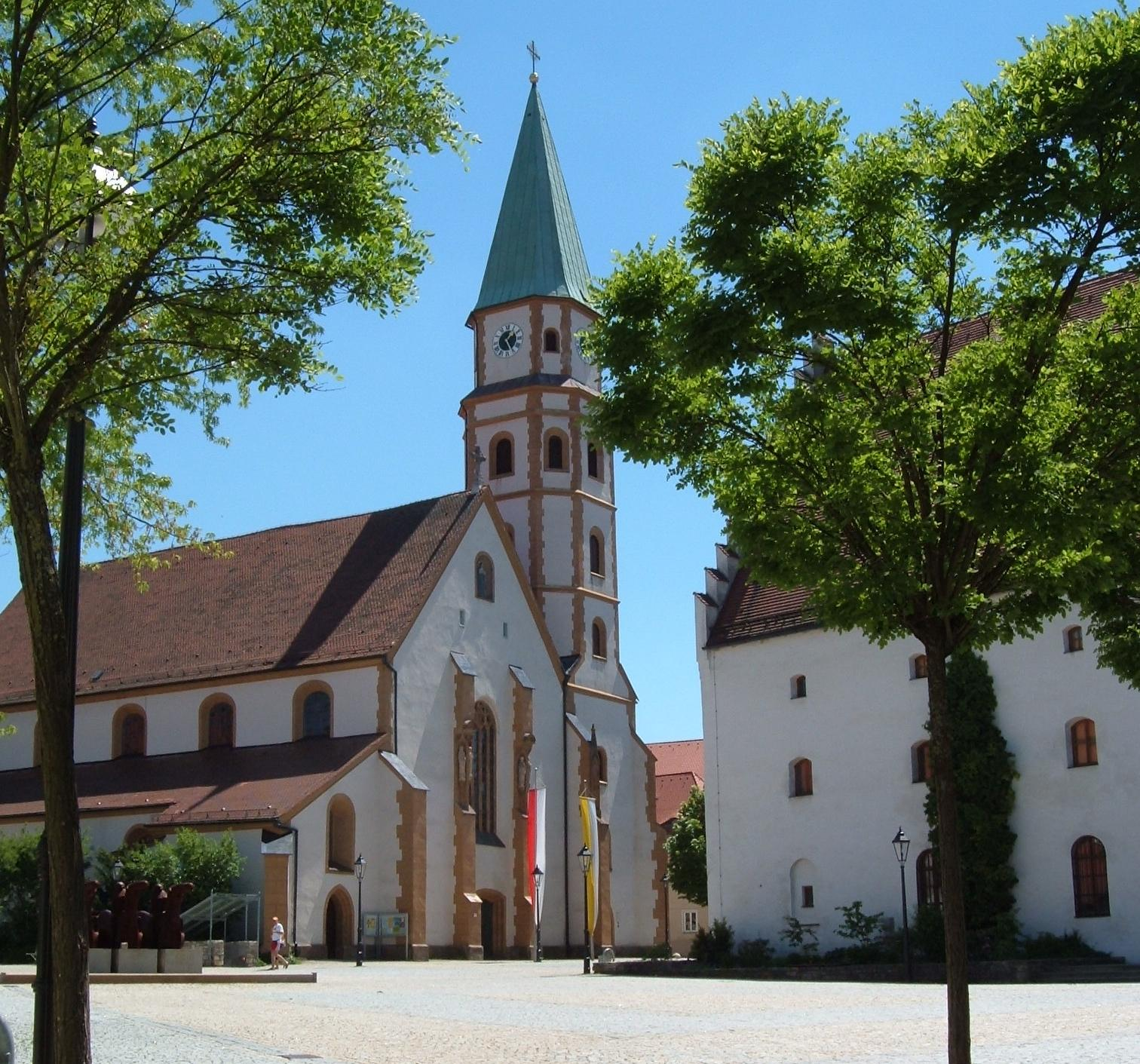
Residenzplatz mit Hofkirche

Die Hofkirche zu unserer lieben Frau als katholische Schlosskirche bildet zusammen mit dem Pfalzgrafenschloss und dem Reitstadel das Schlossviertel in Neumarkt in der Oberpfalz. Sie gehört zum Dekanat Neumarkt im Bistum Eichstätt.

## Lage und Beschreibung
Die Hofkirche befindet sich in der östlichen Altstadt am Residenzplatz, direkt gegenüber dem Reitstadel.
Das Kirchengebäude erstreckt sich von West nach Ost und hat eine Länge von 41,3 Metern und ist 22,8 Meter breit. Es grenzt mit seiner Rückseite direkt an die Stadtmauer und wird ansonsten vom Residenzplatz und der Klostergasse begrenzt.

## Geschichte

### Frühgeschichte
Die Anfänge der Hofkirche lassen sich nicht einwandfrei erklären. Bereits 962 soll an der Stelle eine kleine Marienkapelle errichtet worden sein, also ca. 200 Jahre vor der Gründung der Stadt Neumarkt. Ab ca. 1200 wird in Zusammenhang mit den Vorgängerbauten des Schlosses auch die Marienkapelle erwähnt. Ihre ursprüngliche Lage ist nah an der Stadtmauer, also an der Stelle des heutigen Altarraumes zu vermuten.

### Ausbau zur Schlosskirche
1410 wurde Neumarkt pfälzische Residenzstadt. Der Wittelsbacher Johann verlegte seinen Regierungssitz nach Neumarkt und begann umgehend mit dem Ausbau der Stadt.
Die Marienkapelle wurde ab 1418 im spätgotischen Stil zur großen Schlosskirche erweitert. Die seitliche Anordnung des Turmes, die breite Front des Hauptschiffes sowie die beiden breiten Seitenschiffe lassen darauf schließen, dass ursprünglich ein Bau mit zwei Türmen geplant war. Es kam jedoch zunächst nur ein Fundament zur Ausführung. Von ihrer Funktion als Gotteshaus für die fürstliche Familie künden heute noch die beiden Wappenschilde am Triumphbogen und vor allem das Grabmal Ottos II. von Neumarkt, das als Marmor-Tumba ausgeführt im rechten Seitenflügel zu finden ist. Im Gewölbe des Altarraumes finden sich zahlreiche kleine Wappen. Die Empore, die heute die Orgel beherbergt, war zunächst als Fürstenempore geplant, was ihre Dimensionen erklärt.
Der Ausbau ging nur langsam voran, so dass beim Tode Ottos II. 1499 das Hauptschiff nach 80 Jahren Bauzeit noch immer nicht vollendet war.

### Erweiterungen und Veränderungen
Im Laufe der Zeit wurde die Hofkirche immer wieder verändert. Den bis dahin unvollendeten Turm ließ Friedrich II. ab 1523 endlich errichten, angeblich als Entschädigung, weil seine Hochzeit mit Dorothea von Dänemark nicht in Neumarkt, sondern in Heidelberg stattfand. Diese Legende ist aber nicht tragbar, da Dorothea 1523 erst drei Jahre alt war und die Hochzeit nachweislich erst 1532 stattfand. Außerdem trieb er den endgültigen Ausbau zur Schlosskirche und damit die Fertigstellung der von Pfalzgraf Johann vor 100 Jahren begonnenen Arbeiten voran. Die Hofkirche diente jedoch nur wenige Jahre als Schlosskirche: Als Friedrich II. 1544 die Kurwürde erlangte, verlegte er seinen Regierungssitz zurück nach Heidelberg. Gleichzeitig leitete der Pfalzgraf, der sich immer mehr zu den Lehren Martin Luthers bekannte, auch die Reformation in Neumarkt und der Oberpfalz ein.
Die nächsten 100 Jahre waren geprägt von einem beständigen Wechsel der religiösen Lehren, je nachdem, ob der jeweilige Pfalzgraf gerade Lutheraner oder Calvinist war. In dieser Zeit mussten nach und nach auch alle katholischen Kunstgegenstände aus der Kirche entfernt und zerstört werden.
Erst als Maximilian von Bayern 1623 die Kurwürde erhielt und die Oberpfalz damit an Bayern ging, setzte sich die katholische Lehre wieder in Neumarkt durch, wenn auch nur kurz. Denn bereits 1633 wurde Neumarkt wieder evangelisch, als schwedische Truppen im Verlauf des Dreißigjährigen Krieges die Stadt besetzten und erst 1635 wieder abzogen. Das Gleiche wiederholte sich noch einmal von 1646 bis 1649. Danach blieb Neumarkt endgültig in bayerischem Besitz und damit auch katholisch.
Die nach Neumarkt berufenen Kapuziner übernahmen die Seelsorge im Jahre 1620 und gründeten 1628 die heute noch bestehende Corpus-Christi-Bruderschaft, deren geistliche Leitung sie bis zur Säkularisation in Bayern behielten.
Um 1700 wurde das Chorhaus vergrößert und um acht Meter erhöht. Mehrere Säulen wurden eingebaut, die Seitenschiffe verändert und das Hauptschiff mit Oberlichtfenstern versehen. Am 1. Januar 1947 wurde aus der Hofkapelle offiziell die Pfarrkirche „Zu Unserer Lieben Frau“.
Im Jahr 2002 erfuhr der gesamte Innenraum eine umfassende Renovierung. Das Chorgestühl wurde erneuert, die Wände neu gestrichen und eine moderne Heizanlage eingebaut.

## Glocken
Im Kirchturm hängt ein sechsstimmiges Glockengeläut, das aus folgenden Glocken besteht:
| Glocke | Namen           | Gießer, Gussort                         | Gussjahr | Gewicht | Durchmesser | Schlagton |
| ------ | --------------- | --------------------------------------- | -------- | ------- | ----------- | --------- |
| 1      | Johannesglocke  | Glockengießerei Rudolf Perner, Passau   | 2002     | 3250 kg | 1690 mm     | h°        |
| 2      | Marienglocke    | Friedrich Wilhelm Schilling, Heidelberg | 1957     | 2397 kg | 1512 mm     | cis′      |
| 3      | Michaelsglocke  | Karl Czudnochowsky, Erding (Euphon)     | 1950     | 1155 kg | 1280 mm     | e′        |
| 4      | Josefsglocke    | Karl Czudnochowsky, Erding (Euphon)     | 1950     | 0642 kg | 1070 mm     | fis′      |
| 5      | Sterbeglocke    | Karl Czudnochowsky, Erding (Euphon)     | 1950     | 0382 kg | 0900 mm     | a′        |
| 6      | Wandlungsglocke | Friedrich Wilhelm Schilling, Heidelberg | 1957     | 0440 kg | 0871 mm     | h′        |

## Innenraum

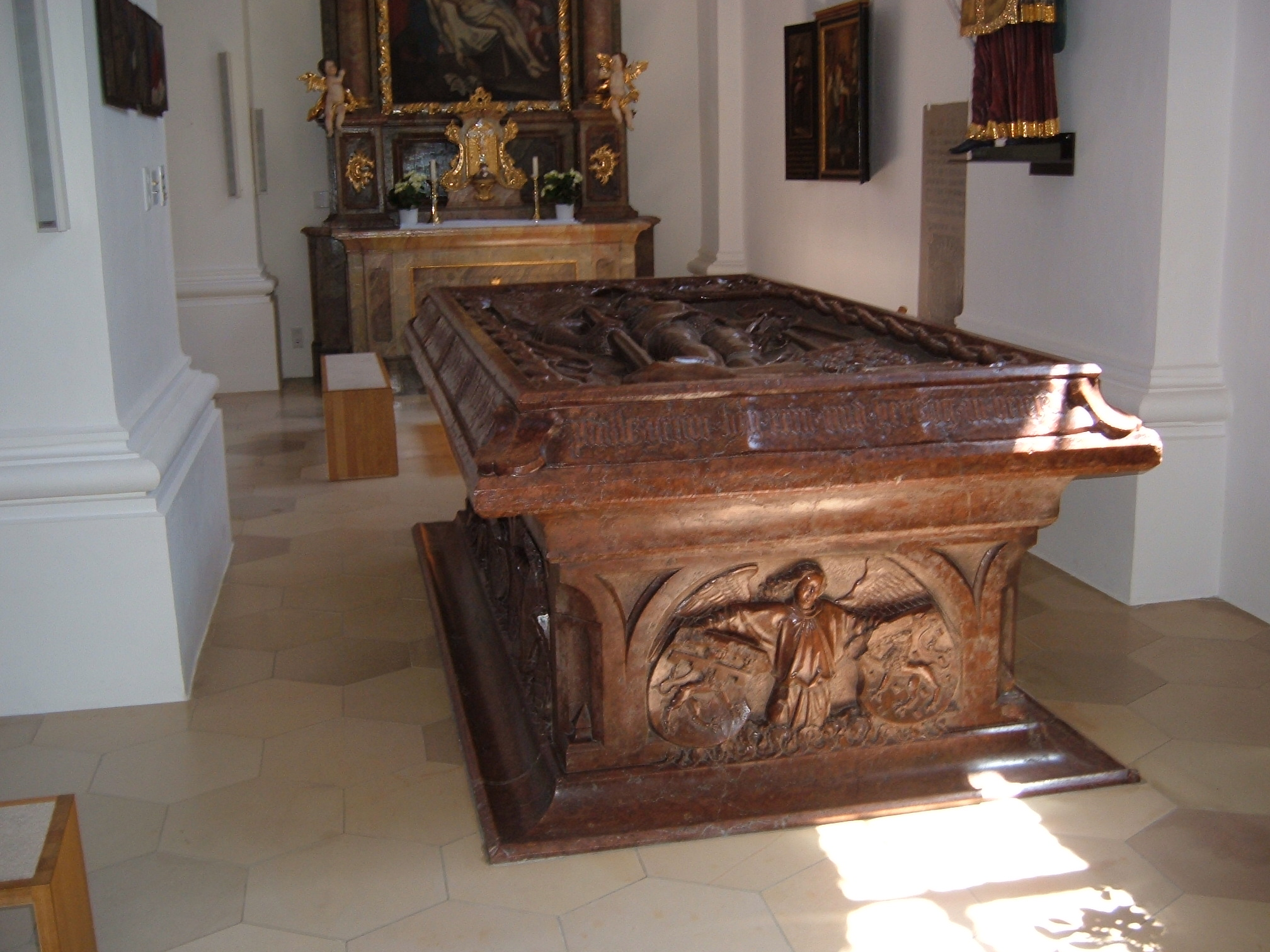
Tumba Ottos II. von Neumarkt

### Chorraum
Am Eingang des Chores befindet sich in optisch dominierender Position der Hauptaltar, der 1968 von Egino Weinert gestaltet wurde. Seinen Sockel ziert in Emaillearbeit das eucharistische Symbol „Christus als Keltertreter“, das von neutestamentlichen Bildern umgeben wird. Die breite Kante der Altarplatte schmücken gewundene Weinranken, zwischen denen im Bronzerelief Szenen der Heilsgeschichte erscheinen.

### Haupt- und Seitenschiffe
Den optischen Hauptakzent im Langhaus setzt die prächtige Kassettendecke mit 7 mal 11 durch kleine Rosetten verzierten Feldern, geschaffen von Erhard Wirsching. Der Chorbogen wird zur Linken von einer Marienstatue und zur Rechten von einem Bildnis des Auferstandenen, umgeben von einem Aufbau aus kunstvollen weißen Steinplatten, flankiert. Ein Steinsockel dient den wertvollen Figuren als Ruheplatz. Die Madonna wurde im Jahr 1480 geschaffen und durch die Calvinisten im Jahr 1620 durch die Stadt geschleift und geschändet. Die wenigen Katholiken haben sie dann nach dem Dreißigjährigen Krieg wieder in die Hofkirche geschafft und ihr eine goldene Krone aufgesetzt. Hieraus resultiert der heutige Name der Hofpfarrei „Pfarrgemeinde Zu Unserer Lieben Frau“. Im rechten Seitenschiff findet sich das wichtigste Kunstwerk der Kirche, die marmorne Tumba Ottos II. von Neumarkt († 1499). An den Wänden beider Seitenschiffe kann der Kreuzweg in Emaille verfolgt werden.

### Orgel
Die Orgel wurde 1956 von der Vorarlberger Orgelbaumanufaktur Rieger in Schwarzach gebaut. Sie verfügt über 29 Register auf drei Manualen und Pedal.

## Nachweise
1. ↑  Neumarkt i. d. Opf., Dekanatspfarrkirche Unserer Lieben Frau (Hofkirche) auf glockenklaenge.de
2. ↑  Disposition der Orgel auf der Herstellerseite

Koordinaten: 49° 16′ 51″ N, 11° 27′ 40″ O